# Kai Meyer
Kai Meyer (* 1969) je německý spisovatel literatury pro dospělé i mládež.

## Životopis
Po střední škole studoval v Bochumi několik semestrů filmovou a divadelní vědu, několik let pracoval jako novinář, od roku 1995 se plně věnuje psaní knih. Jeho knihy byly přeloženy do asi třiceti jazyků, včetně češtiny. Dosud napsal přes padesát románů. Průlomem se stal Meyerův román Die Geisterseher (vyd. 1995). Jeho trilogie Piráti z Karibiku se stala bestsellerem a byla vydána v 19 jazycích. Velmi úspěšný byl i titul
Ledový oheň, který získal v roce 2005 mezinárodní cenu Corine. Mezinárodního úspěchu se dočkala i trilogie Merla.
Meyer rovněž napsal několik scénářů, píše rozhlasové hry, úspěšné jsou i jeho komiksy.

## Dílo
Do češtiny dosud nebyly přeloženy všechny knihy. Prozatím posledním dílem v českém překladu byla kniha Pád vydaná v roce 2016 v nakladatelství Fragment, jejíž německý originál Arkadien fällt vyšel v roce 2011. Pád je třetí knihou ze série Arkádie.

### SérieArkádie
- Procitnutí - česky ve Fragmentu v roce 2015 (něm. originál Arkadien erwacht 2009)
- Vzpoura - Fragment, 2015 (něm. originál Arkadien brennt 2010).
- Pád - Fragment, 2016 (Arkadien fällt, 2011).

### Trilogie Piráti z Karibiku (Die Wellenläufer)
- Běžci po vlnách - nakl. Nava, 2006 (Die Wellenläufer, 2003)
- Magie mušlí - Nava, 2006 (Die Muschelmagier, 2004)
- Malström - Nava, 2006 (Die Wasserweber, 2004)

### SérieSedm pečetí (Die Sieben Siegel)
Jedná se o sérii fantasy knih pro děti. Hlavní hrdinové jsou čtyři děti ve věku kolem 12 let, kteří musí sami bojovat s temnými silami.
- Tajemství chrámu svatého Abakuse - Fragment, 2003 (Die Rückkehr des Hexenmeisters,1999)
  - Kyra poprvé spatří tu podivnou ženu jednoho pátečního večera, který zcela změní její život. Tato tajuplná cizinka je totiž obávanou čarodějnicí. Ale proč se prohání čarodějnice právě v místě jako je Giebelstein? A co chce v kostele Sv. Abakuse? Když se Kyra a její přátelé chystají tuto záhadu vyřešit, narazí na prastaré tajemství Sedmi pečetí.
- Černý čáp - Fragment, 2003 (Der schwarze Storch, 1999)
- Damiánovy katakomby - Fragment, 2003 (Die Katakomben des Damiano, 1999)

V češtině na sérii Sedm pečetí navazuje série Temné společenství Arkánum, v německém originále jsou však všechny knihy součásti jedné řady (Sieben Siegel).

### SérieTemné společenství Arkánum
Navazuje na sérii Sedm pečetí.
- Hrozba z Měsíce - Fragment, 2004 (Der Dornenmann,1999)
- Andělé pekel - Fragment, 2005 (Schattenengel, 2000)

Další navazující tituly ze série Sieben Siegel (Sedm pečetí) v češtině nevyšly, ačkoliv má série ještě dalších pět knih (Die Nacht der lebenden Scheuchen, 2000; Dämonen der Tiefe, 2000; Teuflisches Halloween, 2000;Tor zwischen den Welten, 2001; Mondwanderer, 2002.). K řadě jako zvláštní vydání v roce 1999 vyšla kniha Jenseits des Jahrtausends.

### Merla(Merle)
- Vodní královna - Nava, 2008 (Die fließende Königin, 2001)
- Kamenné světlo - Nava, 2009 (Das steinerne Licht, 2002)
- Skleněné slovo - Nava, 2010 (Das Gläserne Wort, 2002)

### Oblačný ostrov (Das Wolkenvolk)
- Hedvábí a meč - Jan Vašut, 2008 (Seide und Schwert. Loewe 2006)
- Kopí a světlo - Jan Vašut, 2008 (Lanze und Licht, 2007)
- Drak a diamant - Jan Vašut, 2009 (Drache und Diamant, 2007)

### Série Stránky světa (Die Seiten der Welt)
- Stránky světa - CooBoo, 2016 (Die Seiten der Welt, 2014)

Následující díly v češtině zatím nevyšly:
- Die Seiten der Welt – Nachtland, 2015.
- Die Seiten der Welt – Blutbuch, 2016

### Další romány
- Sen o ráji - Alpress, 2005; Boj o ráj - Alpress, 2006 (Das Buch von Eden, 2004)

- Pojídač stínů - MOBA, 2007 (Der Schattenesser, 1996)
  - Příšerné vraždy ve stínu Pražského hradu. Třicetiletá válka - Praha: město obsazuje vojsko katolické ligy. Temné uličky, dvory a zákoutí však čeká ještě mnohem větší nebezpečí - strašidelný vrah, který krade stíny svých obětí. Doslova k nepříčetnosti ho přivádí mladá dívka Sarai, která slídí po příčinách smrti svého otce. Pronásleduje ji chudinskou čtvrtí i paláci až do židovské čtvrti. Sarai obklopují plameny, a když vyjde z hořících domů, pohlédne přímo do hrůzné propasti – do tváře pojídače stínů...